# Парк Конфедерации

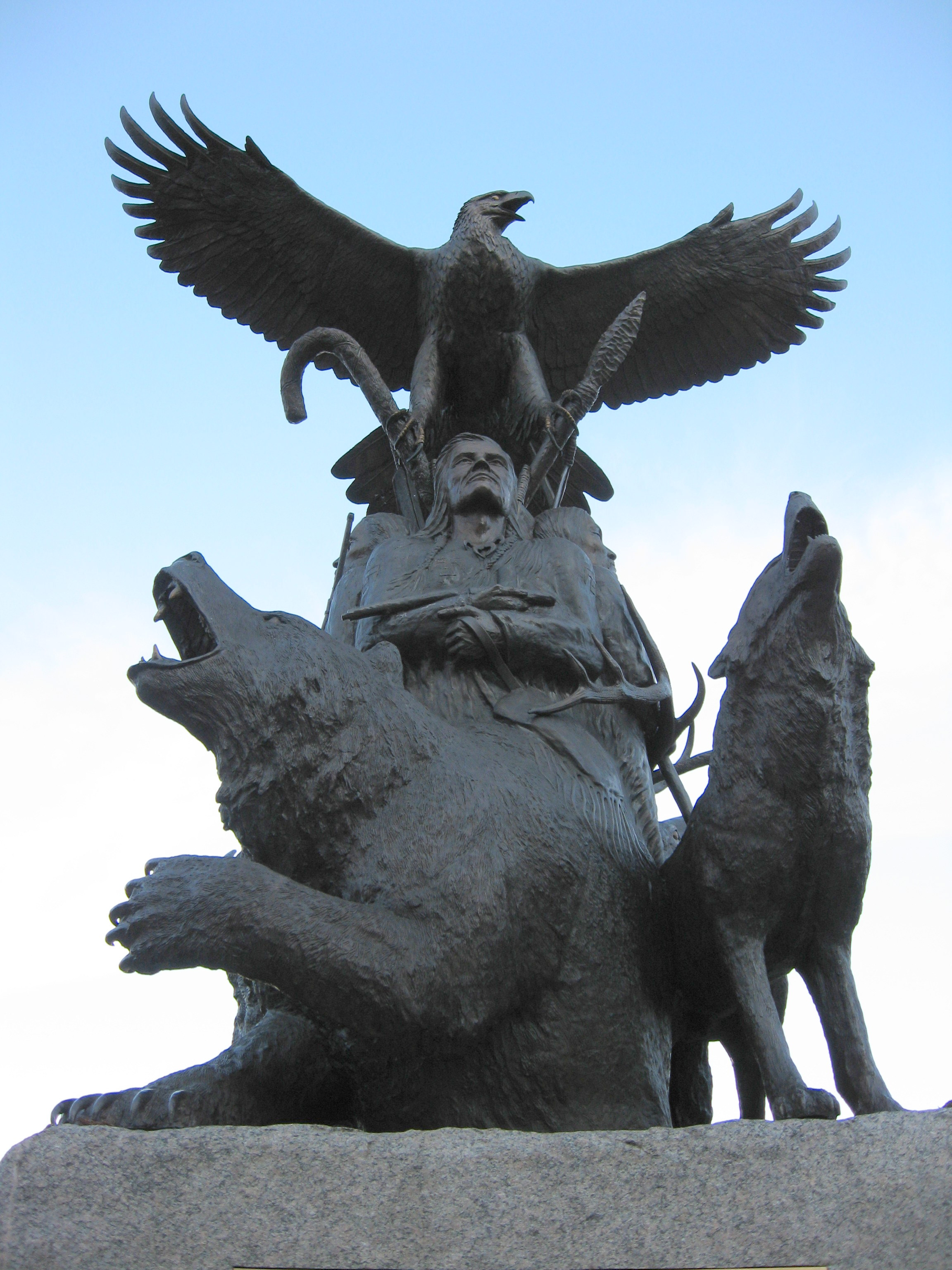
Памятник ветеранам-аборигенам.

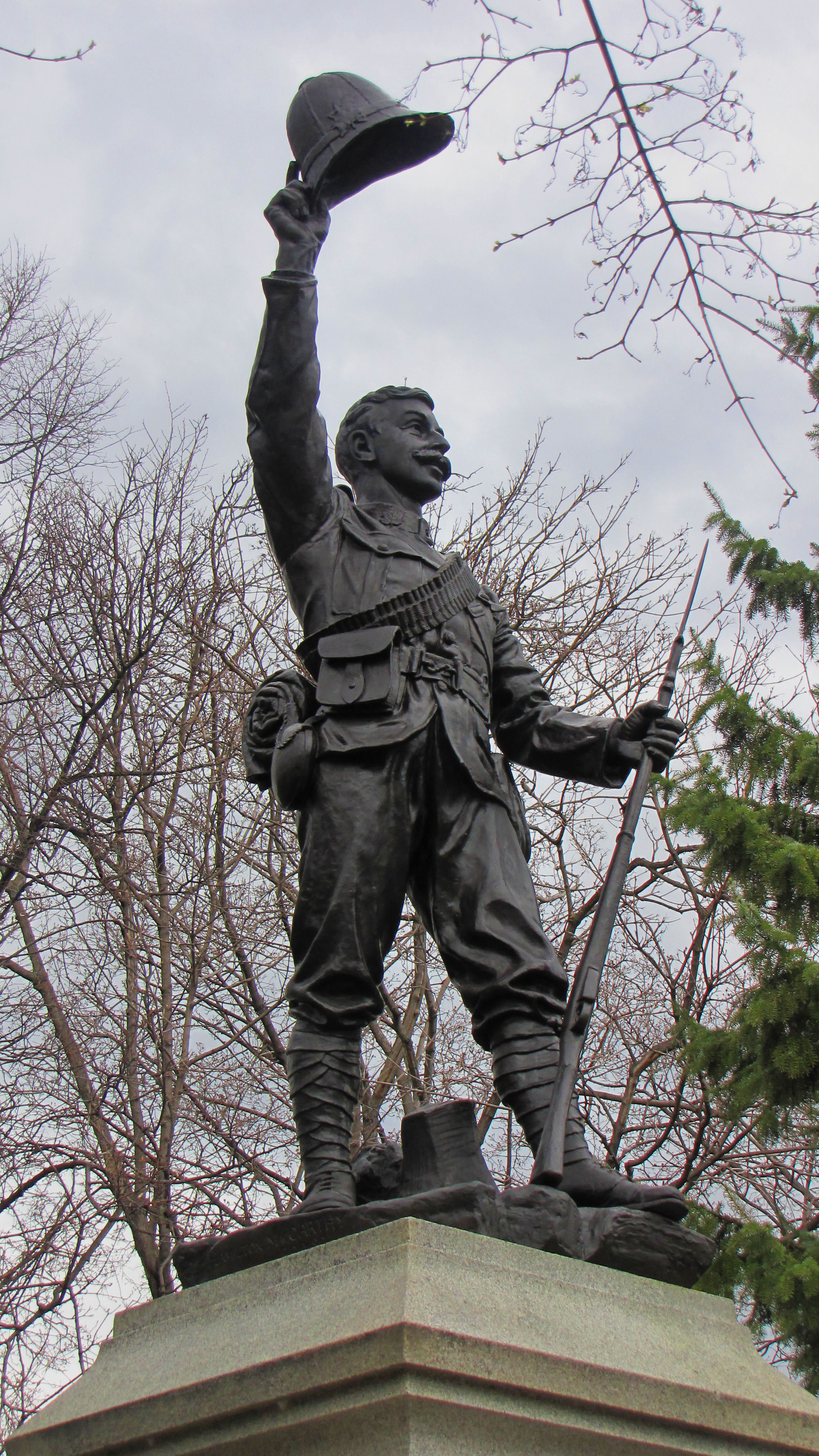
Памятник участникам англо-бурской войны.

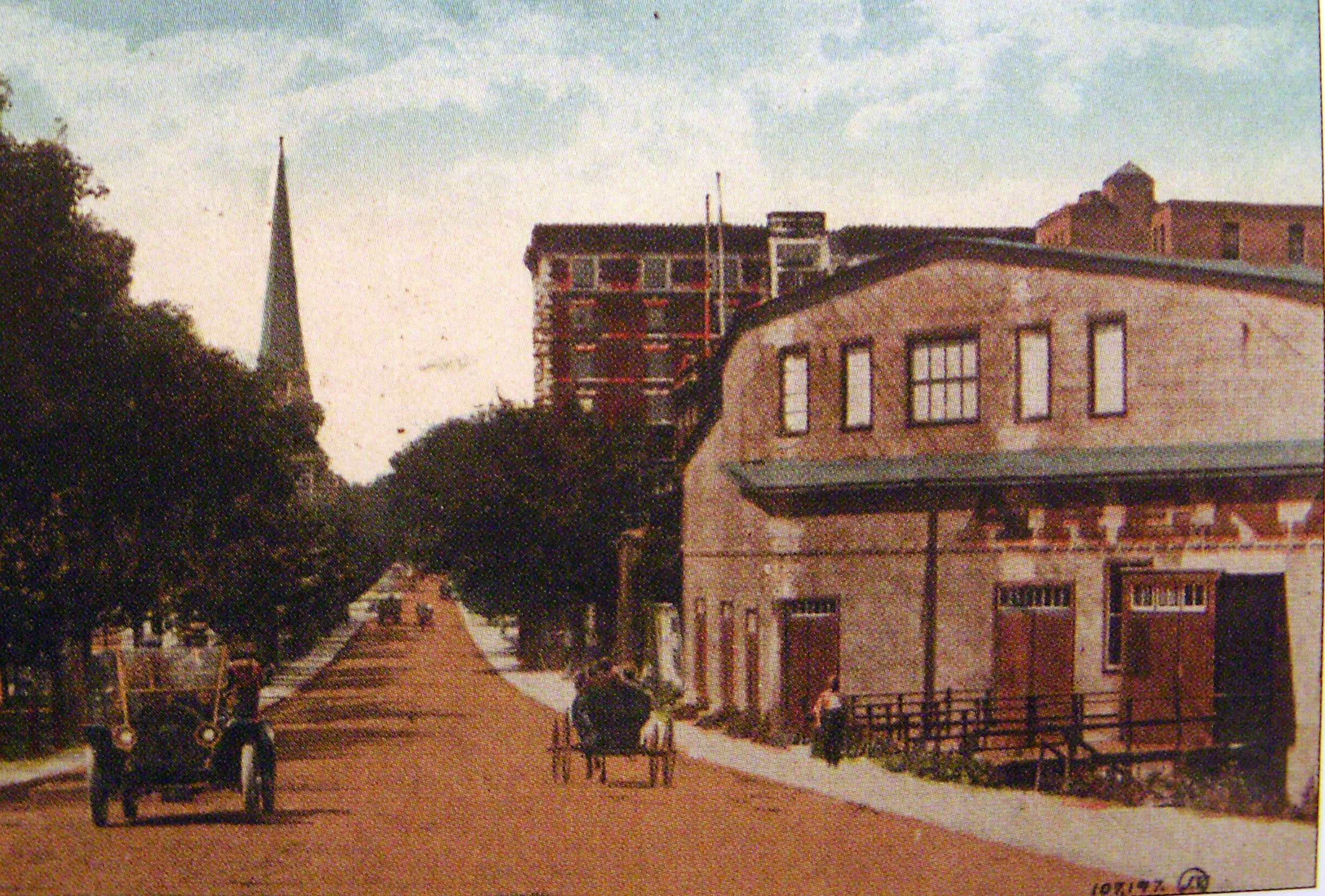
Хоккейная арена, стоявшая на месте парка (фото 1910 г.)

Парк Конфедерации, англ. Confederation Park, фр. Parc de la Confédération — парк в центральной части г. Оттава, Национальный исторический памятник Канады. Его южной границей является Лорье-авеню с Сити-холлом, восточной — канал Ридо и Национальный центр искусств, северной — мост Макензи-Кинг, а западной — Элгин-стрит.
Парком управляет Национальная столичная комиссия Канады.

## Описание
Это типичный городской парк с мощёными дорожками, памятниками и открытой травяной площадкой в восточной части для общественных мероприятий. Расположен на равнинной местности. В центре парка расположен крупный фонтан — это один из двух фонтанов-близнецов, находившихся в 1845—1939 гг. на Трафальгарской площади в Лондоне, тогда как второй находится в парке Уоскана в г. Реджайна). В парке также находятся:
- тотемный столб, подаренный на 100-летний юбилей провинции Британская Колумбия (1971),
- памятник аборигенам-ветеранам,
- памятник погибшим в англо-бурской войне.

Парк со всех сторон окружён крупными зданиями. На востоке, по ту сторону канала Ридо, возвышается небоскрёб штаб-квартиры Департамента национальной обороны. На юге, по ту сторону Лорье-авеню, находятся (с запада на восток) Провинциальный суд Онтарио, Сити-холл и Дрилл-холл. На западе, за Элгин-стрит, находится отель «Лорд Элгин». На севере находится Национальный центр искусств.

## История
В 1908—1927 годах на месте парка находилась первая хоккейная арена Оттавы, где играла команда Ottawa Senators. Позднее арена и прилегающие здания были снесены и построена дорога.
На территории парка вдоль Элгин-стрит ранее располагались Апартаменты Роксборо (Roxborough Apartments), где ранее проживала элита Оттавы, в частности, премьер-министры Уильям Лайон Макензи Кинг и Луи Сен-Лоран. В рамках плана Жака Гребе 1949 года местность была расчищена и сооружён парк.
В 1965 году правительство Канады экспроприировало Апартаменты и ряд других крупных зданий, которые были снесены для сооружения Национального музея науки. К тому времени территория к северу от моста Макензи-Кинг уже была расчищена для сооружения площади Конфедерации, и где в конце концов был построен Национальный центр искусств. В 1967 году вместо музея на расчищенном месте был разбит парк в ознаменование 100-летнего юбилея Канадской конфедерации.
В 1971—1993 годах в парке возвышалась массивная скульптура Эда Зеленака «Дорожное движение» — огромная коричневая труба из волокнистого стекла, напоминающая червя или кусок экскрементов. Позднее она была перемещена в Национальную галерею искусств.

## События
Летом в парке проходят Оттавский международный джазовый фестиваль и празднование Дня Канады, а зимой — конкурс ледяных скульптур в рамках фестиваля Винтерлюд.
В феврале 2022 года участники «Конвоя Свободы» обустроили в парке майданный лагерь.